# تأثير الضحك الصوتي

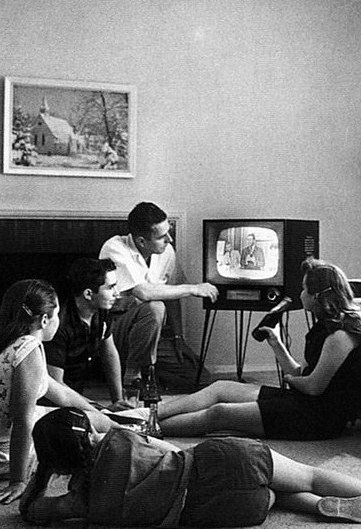

تأثير الضحك الصوتي (بالإنجليزية: Laugh track) هو مسار صوتي مسجل خصيصا للبرامج أو المسلسلات الكوميدية ويحتوي على صوت ضحكات الجمهور. وفي بعض الإنتاجات يكون هذا الضحك ضحك حقيقي حي لبعض الجماهير، ولكن قد يتضمن هذا المصطلح الضحك المصطنع الذي يضاف للمسلسلات أو البرامج في الولايات المتحدة الأمريكية وقد قام مهندس الصوت الأمريكي تشارلز دوقلاس باختراع هذا التأثير.

## التأثير
نشرت دراسة عام 1974 في جريدة الشخصية وعلم النفس الاجتماعي أثبتت أن الجمهور ما يزال أكثر عرضة للضحك على النكات عندما تلي تلك النكات هذه المسارات الصوتية، وقامت هذه الدراسة بهدف قياس مدى تأثير الضحك الصوتي الذي اخترعه دوقلاس، وقد علق سام دينوف مساعد منتج المسرحية الهزلية «تلك الفتاة» قائلا: «الضحك عادة اجتماعية، فمن السهل ان تضحك مع الناس» وأضاف أيضا «لا نحتاج إلى المسارات الصوتية الضاحكة في السينما ولكنit is a sitcom! قد نحتاجها بالمنازل عند متابعة المسلسلات وذلك لأنك غالبا تكون بمفردك أو مع أفراد قله.»
قاس بيل كيلي بروفيسور علم النفس بجامعة دارتموث مدى الحاجة لأضافه المسارات الصوتية الضاحكة في المسرحيات الهزلية الأمريكية. فقال: «احتمالية الضحك على أمر ما أعلى بكثير بحضور أشخاص آخرين معنا» وبحث كيلي قارن ردة فعل الطلاب على حلقة من مسلسل ساينفيلد الكوميدي الذي يستخدم المسارات الصوتية الضاحكة بردة فعل طلاب يشاهدون مسلسل عائلة سيمبسون الكرتوني الذي لا يستخدم هذه المسارات وأظهرت النتائج أن مسح الدماغ للمتابعين يشير إلى أن الأمور المضحكة ومناطق الدماغ التي تضيء في هذه الأمور هي نفسها لا تتغير سواء سمعوا صوت ضحك غيرهم أم لا، بغض النظر عن ذلك، فقد وجد كيلي قيمة المسارات الصوتية الضاحكة قائلا «عندما ينفذ هذا المسار بطريقه متقنة، فأنه يشير للمتابع ويوضح له الأمر المضحك، ولكن عندما ينفذ بشكل رديء فيلاحظ المتابع هذه المسارات الصوتية الضاحكة وتبدو غير طبيعية وغير منسجمة.»

## التاريخ الأمريكي
كان الجمهور قبل الإذاعة والتلفزيون غالبا يشاهد العروض الكوميدية مباشرة في حضور باقي الجمهور وقد حاول منتجوا البرامج الإذاعية والتلفزيونية في بدايات التلفاز إيجاد هذا الجو بإدخال المسارات الصوتية الضاحكة أو ردود الجماهير الأخرى في التأثيرات الصوتية.

## الإذاعة
احضر جاك مولين في عام 1946 آلة التسجيل على الأشرطة المغناطيسية والأشرطة المغناطيسية من ألمانيا إلى أمريكا. وبعد ذلك تم استخدام الأشرطة المسجلة في الإذاعة وأصبح من الممكن إضافة الأصوات في مرحلة ما بعد الإنتاج.

## بداية التلفاز والسينما
لم تكن البرامج تذاع مباشرة في بدايات التلفاز وكانت تستخدم كاميرة واحده لتسجيل المشاهد التي قد تعاد أكثر من مرة، ولذلك كان من الصعب التعامل مع جمهور حي لأنه من الممكن ان يضحك أحدهم بالتوقيت الخاطئ أو أن يضحك بصوت مرتفع أو يطيل بالضحك.
لاحظ هذه المشكلة مهندس الصوت تشارلي دوقلاس، وقرر أن يحلها، فإذا لم يضحك الجمهور بما فيه الكفاية على الدعابة يقوم دوقلاس بإضافة المسارات الصوتية الضاحكة، وإذا ضحك الجمهور أكثر من المطلوب يقوم بإزالة صوت قهقهتهم تدريجيا وسميت هذه العملية بالتحلية عند إضافة الضحك وإزالة التحلية عند إزالة الضحك وكان أول مسلسل تلفزيوني أمريكي استخدم المسارات الصوتية الضاحكة في عام 1950 هو “The Hank McCune Show”. ثم تبعه عدة برامج ومسلسلات، مثل:
1. فريندز.
2. ساينفيلد.
3. نظرية الانفجار العظيم.
4. كيف قابلت أمكم
5. رجلان ونصف

في بداية التسعينات ظهرت عدة مسلسلات تلفزيونية كوميدية قررت التخلي عن المسارات الصوتية الضاحكة، منها:
1. 30 روك.
2. ارستد ديفولبمنت.
3. بروكلن ناين ناين.
4. كوميونتي.
5. اكبح حماسك.
6. ذا قولد برجز.
7. فيلادلفيا دائما مشمسة.
8. ذا ميدل.
9. ذا ميندي بروجكت.

## وصلات خارجية
- TVParty.com – The Laugh Track
- Newyorktimes.com – Charles Douglass
- Canned Laughter: A History Reconstructed – An Interview with Ben Glenn II, television historian
- Charley Douglass Laff Box - Facebook Appreciation Page